# Tramlijn 8 (Antwerpen)
De Antwerpse premetro-tramlijn 8 verbindt P+R Wommelgem met premetrostation Astrid onder het Koningin Astridplein via de Reuzenpijp.

## Traject
Tram 8 vertrekt van P+R Wommelgem langs de tramantenne ten noorden van de E313 naar de Ruggeveldlaan. Via de Florent Pauwelslei en Herentalsebaan gaat het verder via hetzelfde traject als tramlijn 24, om dan voorbij de halte Muggenberg ondergronds te gaan en naar het premetrostation Zegel te sporen. Onder de Turnhoutsebaan en Carnotstraat rijdt de tram verder nonstop naar premetrostation Astrid, om daar terug te keren.

## Geschiedenis

### Eerste tramlijn 8 (tot 2012)
Oorspronkelijk reed tram 8 het traject Groenplaats-Eksterlaar. Op 31 december 1978 werd het oude traject van tram 3 tussen de Groenplaats en de Lambermontplaats overgenomen.
In 1988 reed tram 8 wegens werken in de Lange Leemstraat enkele maanden via de premetro naar de Groenplaats.
Tramlijn 8 werd op 3 mei 2007 van de Lambermontplaats doorgetrokken naar de Bolivarplaats. Sinds 15 mei 2009 spoorde deze lijn tussen Silsburg (grens Deurne-Wommelgem) en de Bolivarplaats. Op 2 mei 2012 werd de lijn, wegens werken in de Nationalestraat, ingekort van Silsburg tot Groenplaats. Op 31 augustus 2012 vond de laatste rit van tram 8 plaats. Vanaf 1 september kreeg de lijn het nummer 4, net als de lijn tussen Hoboken en de Marnixplaats, maar het traject bleef hetzelfde. Vanaf 9 februari 2013 werden de twee delen van tram 4 samengevoegd via een omleidingstraject over de Leien. Op 30 maart 2013, na het einde van de tramonderbreking in de Nationalestraat, reed tram 4 dan haar definitieve traject.

### Tweede tramlijn 8 (sinds 2015)
De huidige lijn is in gebruik genomen op 18 april 2015 als sneltram tussen P+R Wommelgem en premetrostation Astrid.
In de oorspronkelijke plannen was het de bedoeling dat tram 8 het nieuwe nummer van tram 24 werd (2x4=8) en (gedeeltelijk ondergronds) heel het traject van tramlijn 24 van Hoboken tot Silsburg zou volgen om dan verder noordwaarts langs de Koude Beek en via een ondertunneling van de E313 Boudewijnsnelweg (ten oosten van de Koude Beek) verder ten noorden van de E313 oostwaarts naar het rondpunt Wommelgem te rijden. Het voornoemde traject langs de Koude Beek werd uiteindelijk ten gunste van een meer westwaarts gelegen traject langs de Ruggeveldlaan verlaten, zodat de twee laatste halten van tramlijn 24 Dassastraat en Silsburg niet door tramlijn 8 werden bediend. Nog later (bij het overschakelen van het LIVAN- naar het Braboproject Noorderlijn) kwam men tot het besluit om ten zuiden van het premetrostation Opera het voormalige traject van tram 24 niet door tram 8, maar door tram 10 te laten rijden en tram 8 te beperken tot het Antwerpse Zuidstation. Dit plan is dankzij het openstellen van de open helling in de Frankrijklei op 3 juni 2017 inderdaad ten uitvoer gebracht. 
Van deze opening werd ook gebruik gemaakt om het tram- en busnet te herschikken: door de verlenging van lijnen 8 en 10 zijn lijnen 12 en 24 ingekort tot aan de Melkmarkt en zijn ook de streekbussen van de bundel 290 beperkt: zij hebben de nieuwe halte Zuid als eindhalte en rijden het stadscentrum niet meer in.
Tramlijn 8 is vanaf 8 december 2019 weer ingeperkt tot het traject tussen het rondpunt Wommelgem en het premetrostation Astrid met de keerlus onder de Rooseveltplaats als bufferplaats. Het traject tussen de Rooseveltplaats en Bolivarplaats is overgenomen door tramlijn 1.
In 2015 vervoerde deze tramlijn 753.422 passagiers.
Vanaf maandag 23 maart 2020 tot en met donderdag 14 mei reed tramlijn 8 wegens een tekort aan personeel in verband met de Coronacrisis in België maar om het half uur (30 minuten). Op vrijdag 15 mei begonnen de scholen weer stilaan te openen en werd ook het tramverkeer hierop aangepast.

## Toekomst
Het is de bedoeling dat tramlijn 8 in een verdere toekomst wordt verlengd tot aan het Q8-station in Ranst, maar daarvoor zijn de plannen nog niet concreet.

### Plan 2021
Volgens het plan 2021 zou er vanaf eind 2021 geen verschil zijn tussen de huidige tramlijn 8 en de lijn M8 (Zie ook Nethervorming basisbereikbaarheid). Er werd besloten om dit plan uit te stellen omdat er eerst voldoende nieuwe trams moeten zijn voor dit plan wordt uitgevoerd.

## Materieel
Op deze lijn rijden hoofdzakelijk Gekoppelde PCC2 trams aangevuld met Hermelijnen, 5-delige Albatrossen en Stadslijner.
Op de eerste lijn reden zowel enkelvoudige als gekoppelde PCC-trams, en ook HermeLijnen.
Op de huidige lijn 8 werden in eerste instantie alleen enkelvoudige PCC's ingezet, vanwege het gebruik van een nieuw veiligheidssysteem in de Reuzenpijp. Tegenwoordig rijden er ook Hermelijn trams op deze lijn. De Albatrossen zijn ook voorzien van het nieuwe veiligheidssysteem en worden sinds einde 2016, begin 2017 ingezet op lijn 8.

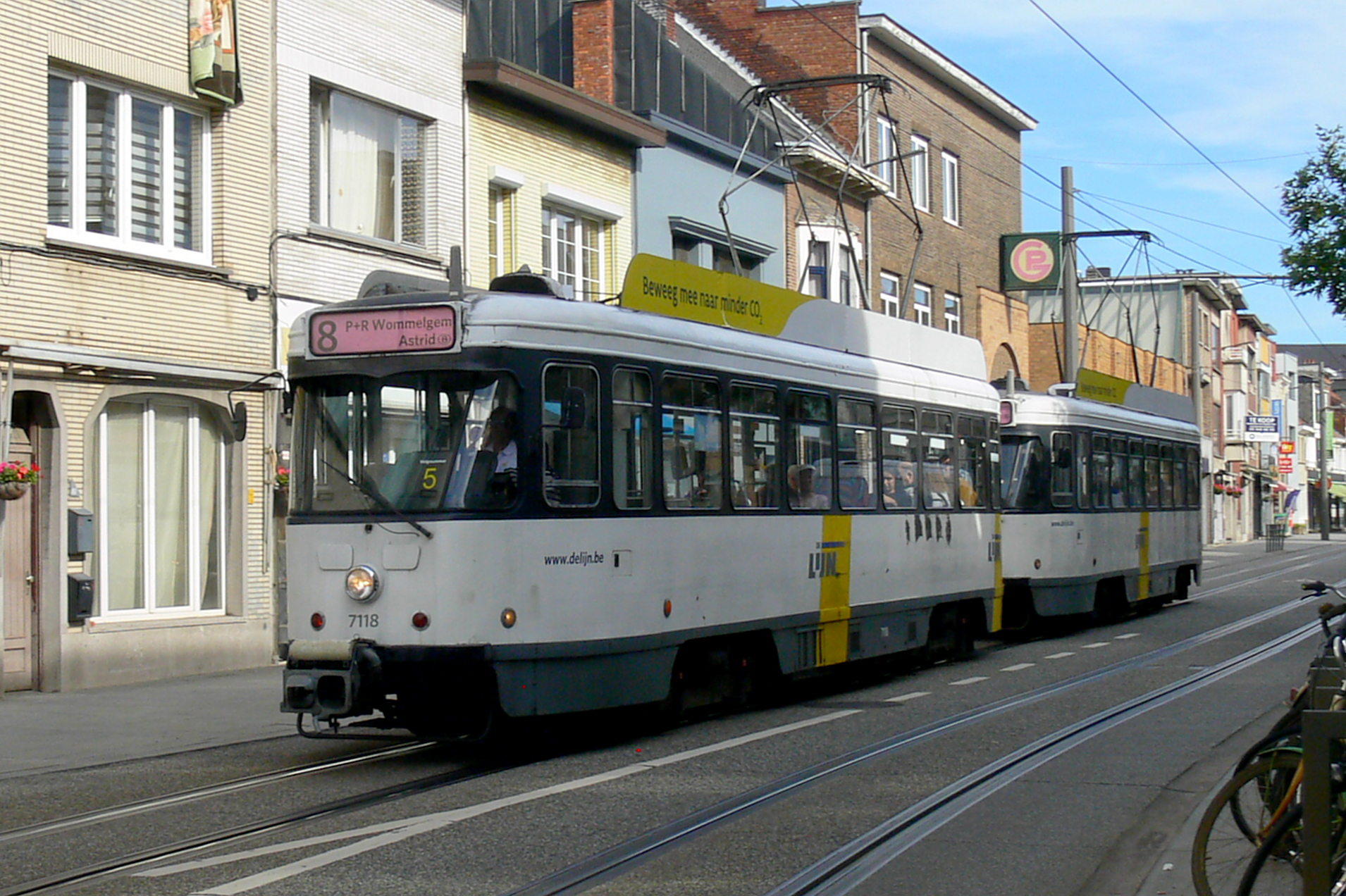
PCC2 Gekoppelde PCC trams nr 7118 op lijn 8 op de Herentalsebaan in Deurne
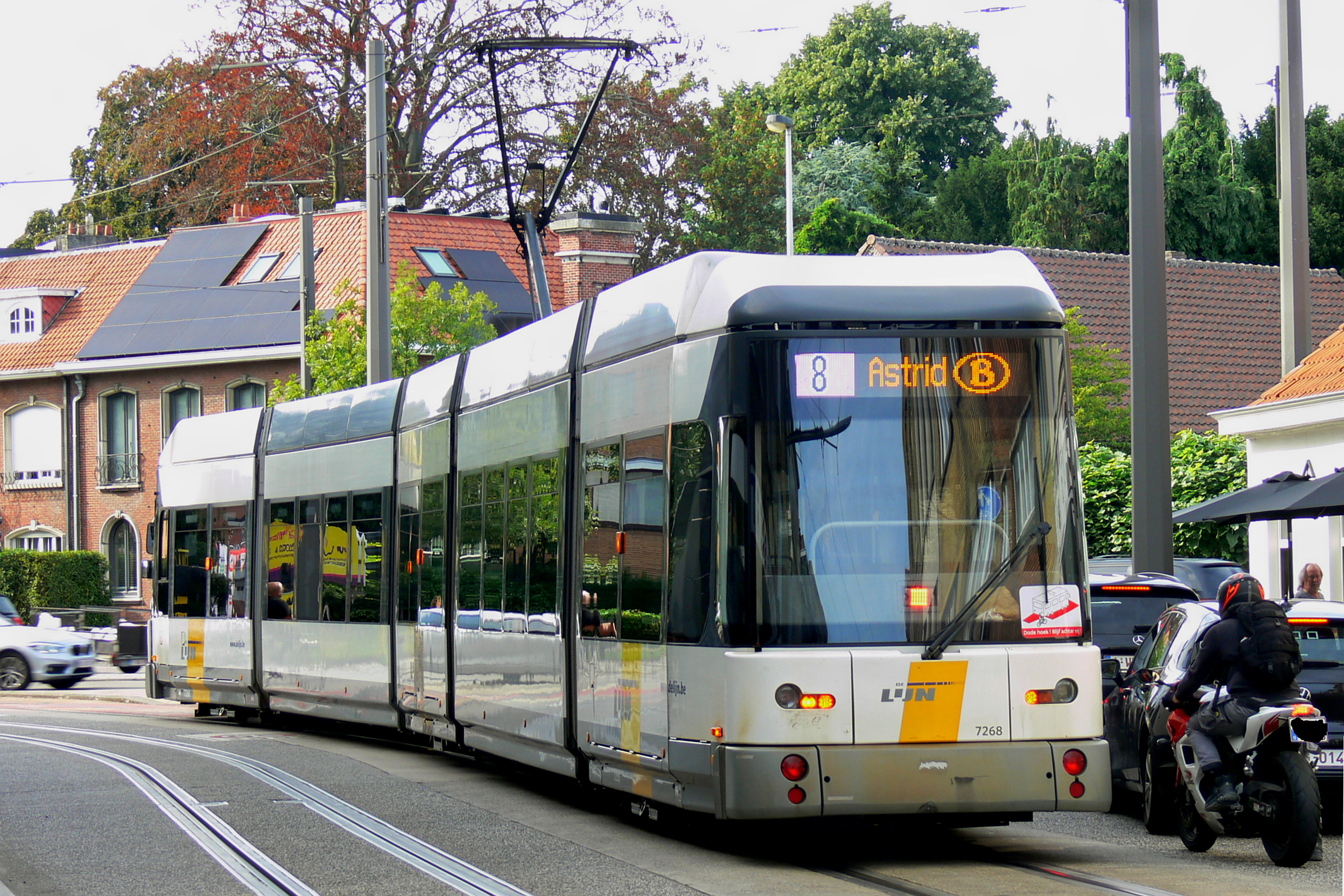
HermeLijn nr 7268 op lijn 8 aan het Mestputteke in Deurne
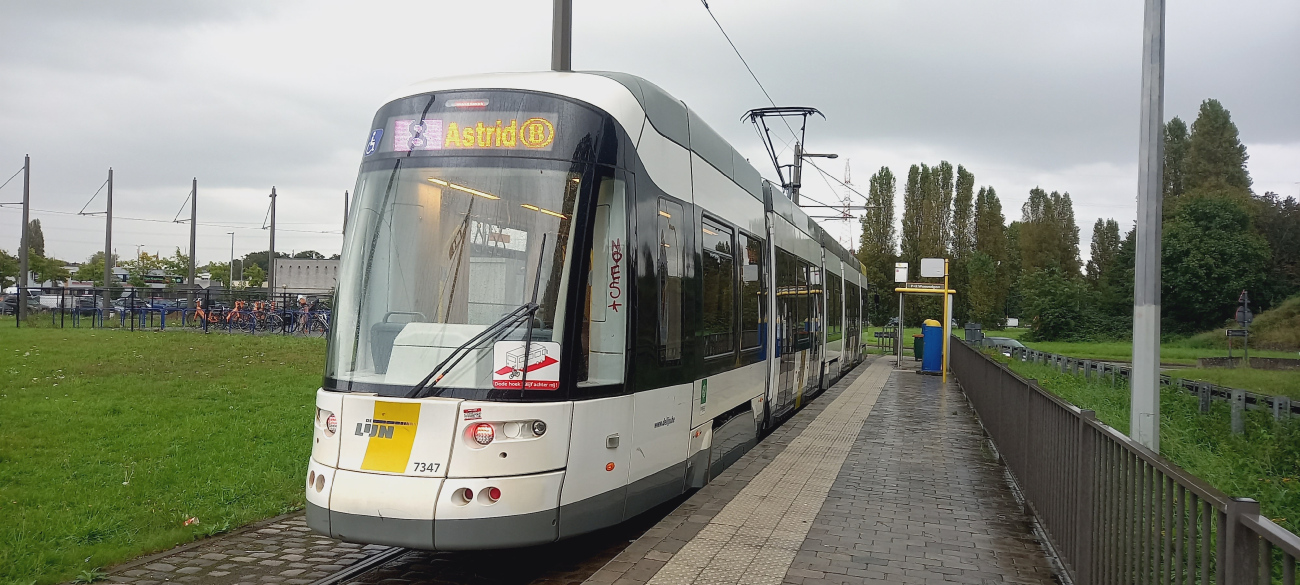
Albatros nr 7348 op lijn 8 aan het P+R Wommelgem
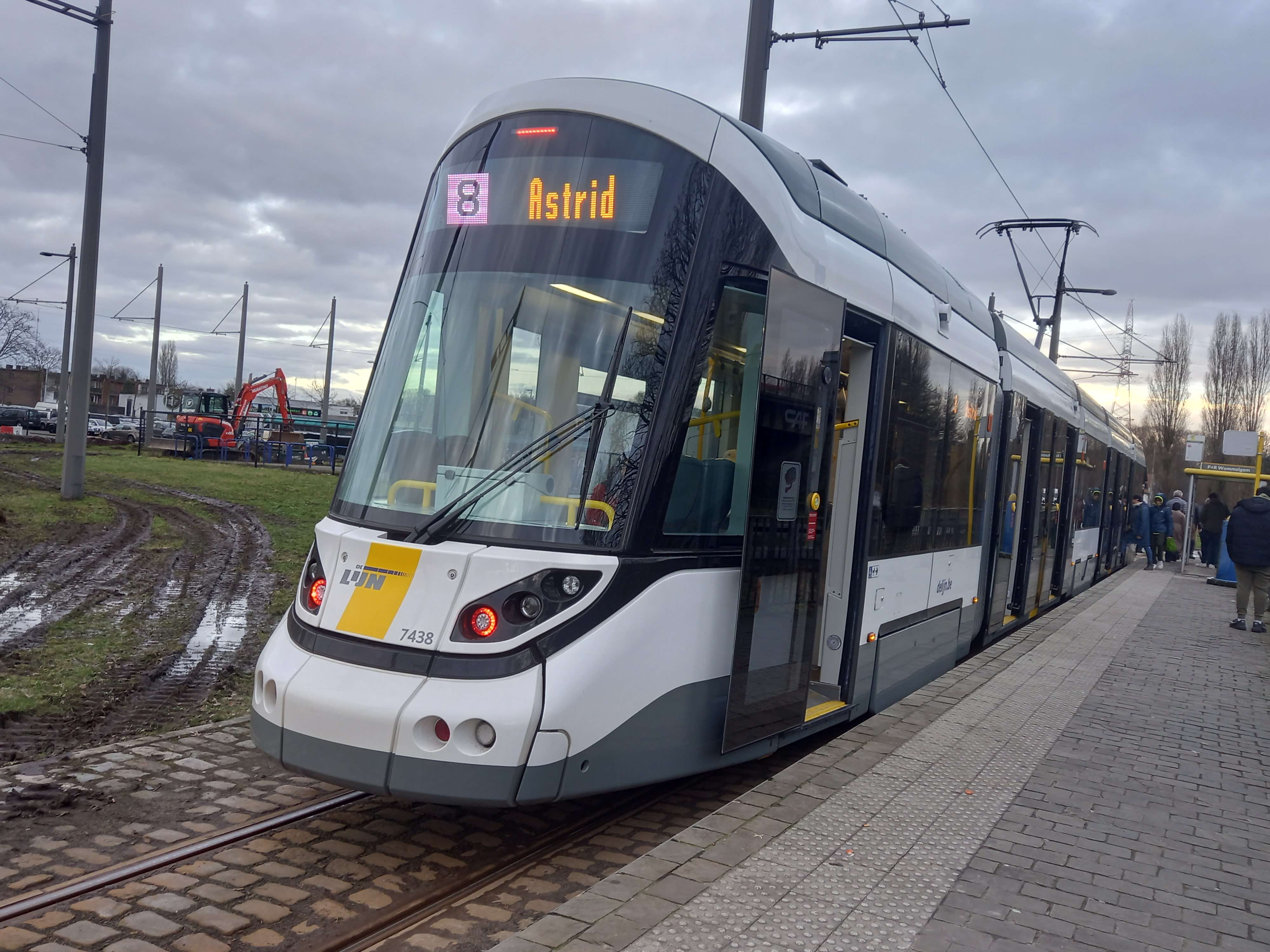
Stadslijner nr 7438 op lijn 8 aan het P+R Wommelgem

## Kleur
De kenkleur van de lijnfilm van de eerste lijn was oranje met als tekstkleur zwart: . Voor de huidige lijn is dat een zwart cijfer op een roze achtergrond: . 
De komende lijn M8 krijgt een witte tekst op een groene achtergrond: M8

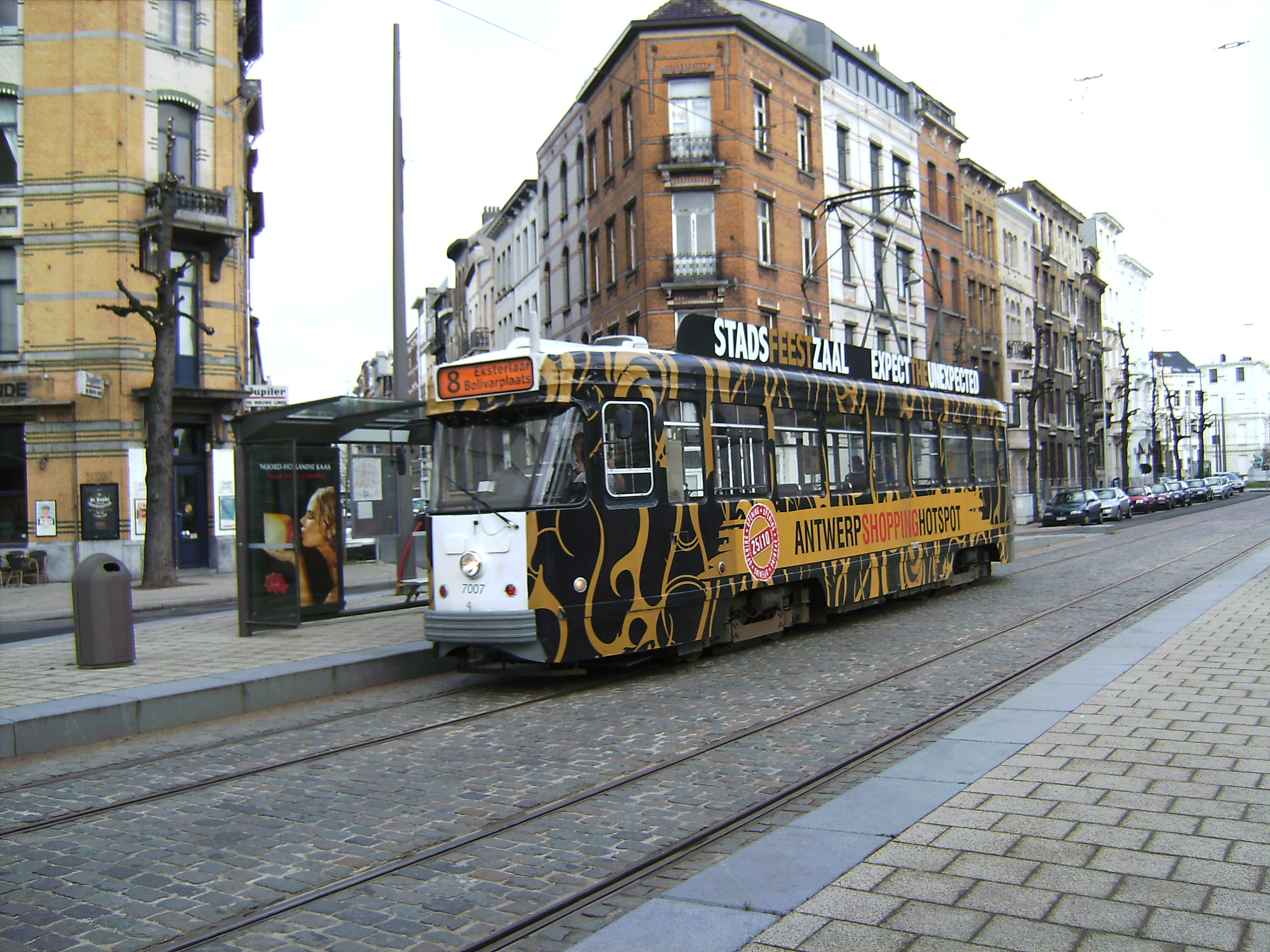
PCC 7007 (ex-2007, gebouwd 1960), op lijn 8 in 2008.
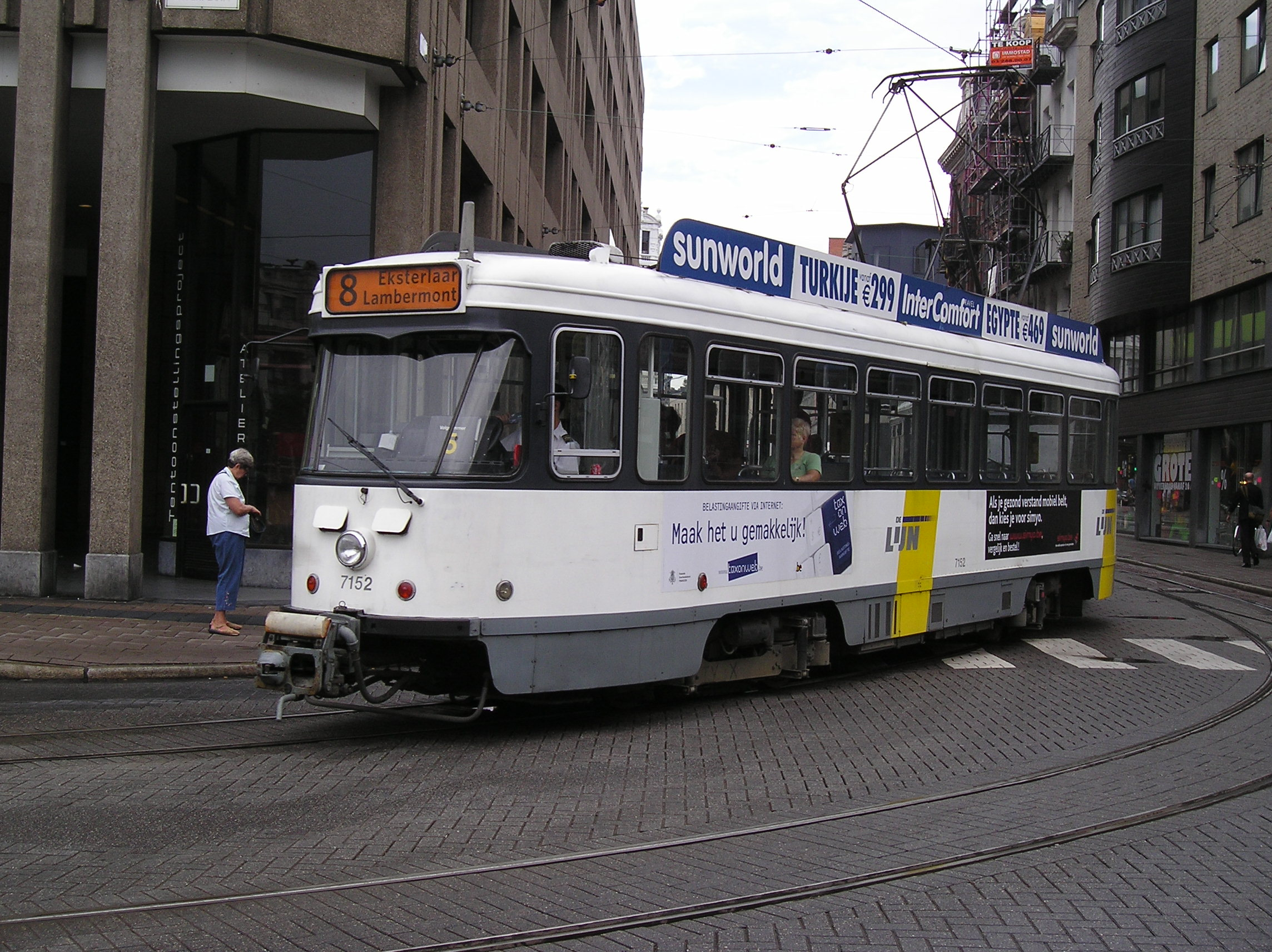
PCC 7152 (ex 2152, gebouwd 1975) op lijn 8 in 2006.
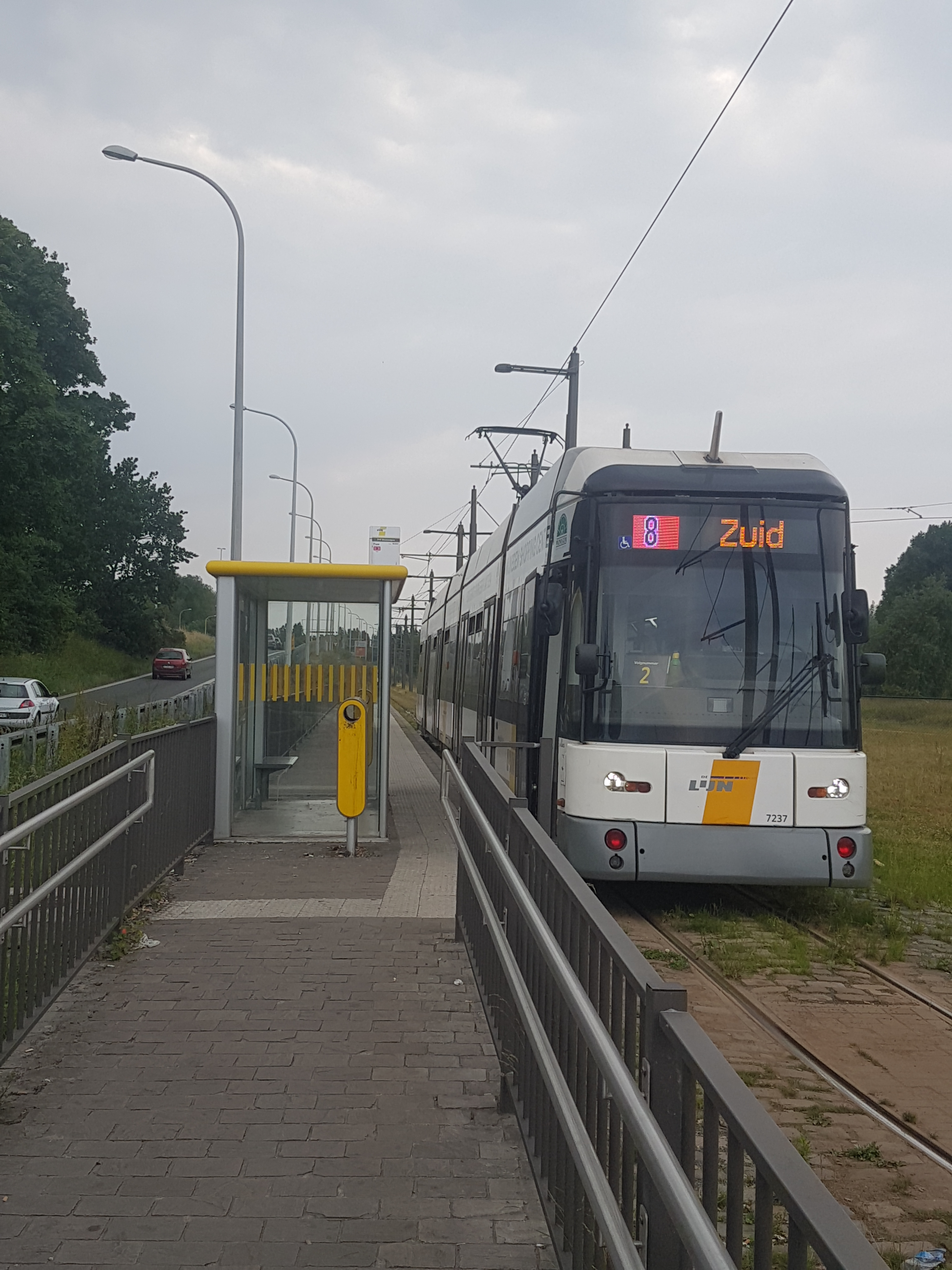
De Antwerpse tramlijn 8 aan P+R Wommelgem, met zijn nieuwe eindbestemming 'Zuid'
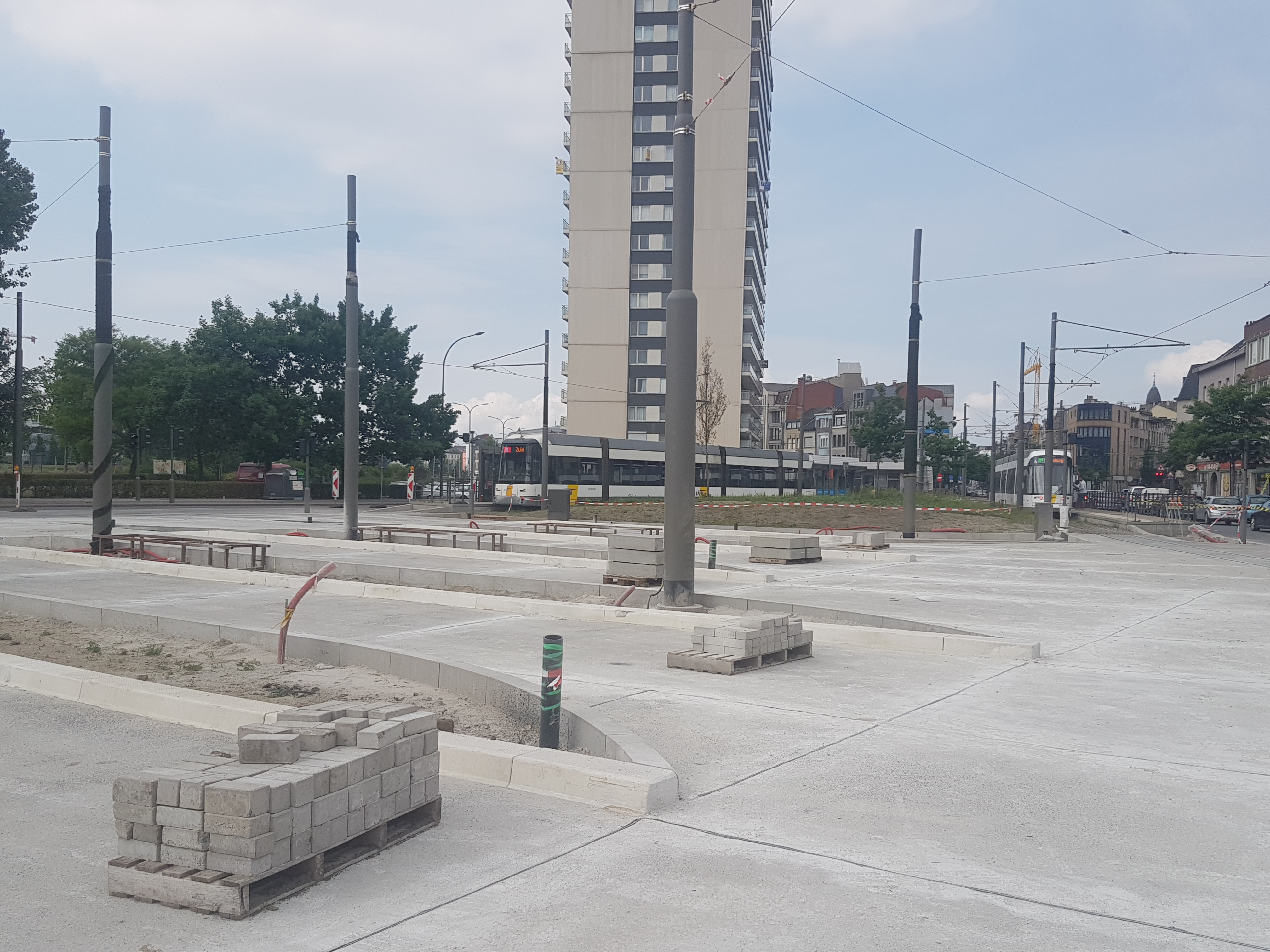
P+R Zuid op de dag van ingebruikname, met tram 4 en tram 8
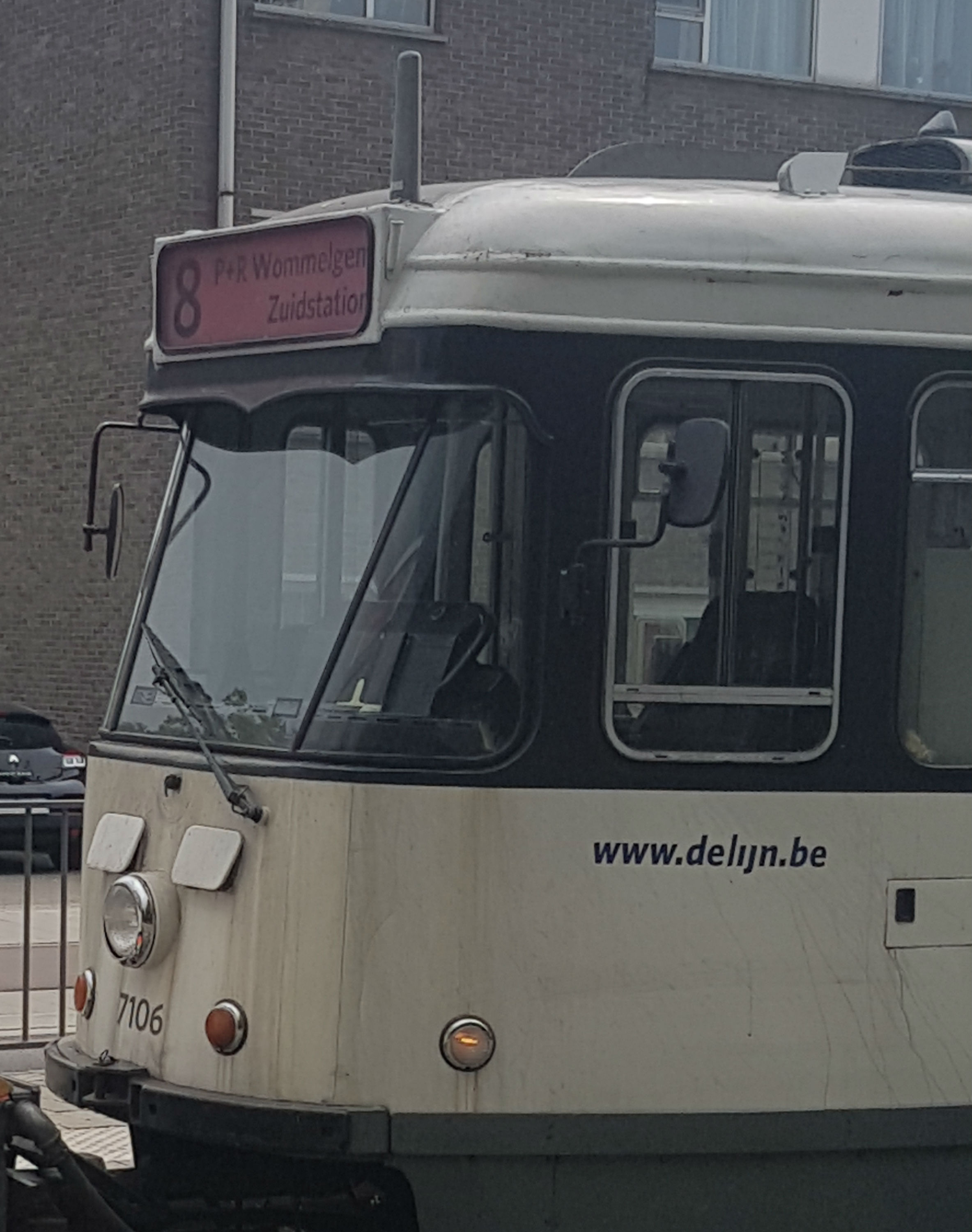
Oude tram met nieuwe lijnfilm op eerste dag van verlenging naar P+R Zuid